# Кубинский кофе
Кубинский кофе (исп. Café Cubano, также известен как кубинский эспрессо, кубинский шот и кофе по-кубински) — разновидность эспрессо, появившаяся на Кубе после появления в стране первых итальянских эспрессо-машин. Термин «кубинский кофе» включает в себя как собственно рецепт приготовления эспрессо, так и ряд кофейных напитков, изготавливаемых на его основе.

## Приготовление
В основе кубинского способа приготовления эспрессо лежит добавление взбитого в пену тростникового сахара c Демерара в ёмкость, куда стекает готовый кофейный напиток. Пена получается путём добавления в сахар небольшого количества кофе и последующего его взбивания ложкой. Это придает приготовленному таким образом эспрессо специфический сладкий вкус. Кроме того, этот способ позволяет получить крема сливочного или светло-коричневого цвета при использовании гейзерной кофеварки.
Дома кубинцы продолжают готовить традиционный кофе по-кубински, характерной чертой которого является высокая крепость и сладость. На один стакан 200 мл кладут 20 г тростникового сахара и до 15 г кофе. Настаивают от 2 до 5 минут, иногда добавляют ром, пьют под сигару.

## Напитки на основе кубинского эспрессо
На основе кубинского кофе готовится ряд кофейных напитков:
- Cortadito (с исп. — «маленький разрез») — изготавливается путём добавления к приготовленному указанным выше способом эспрессо подогретого паром молока. При этом пропорции молока и кофе могут варьироваться.
- Café con leche (с исп. — «Кофе с молоком») — представляет собой эспрессо, смешанный с чашкой горячего молока.